# Gerhard Redl
Gerhard Redl (Dimbach, 18 de abril de 1962) es un deportista austríaco que compitió en bobsleigh en la modalidad cuádruple.
Ganó cuatro medallas en el Campeonato Mundial de Bobsleigh entre los años 1986 y 1995, y cinco medallas en el Campeonato Europeo de Bobsleigh entre los años 1986 y 1995.
Participó en tres Juegos Olímpicos de Invierno, entre los años 1984 y 1994, ocupando el séptimo lugar en Calgary 1988 y el cuarto en Lillehammer 1994, en la prueba cuádruple.

## Palmarés internacional
| Campeonato Mundial | Campeonato Mundial    | Campeonato Mundial | Campeonato Mundial |
| Año                | Lugar                 | Medalla            | Prueba             |
| ------------------ | --------------------- | ------------------ | ------------------ |
| 1986               | Königssee (RFA)       | Medalla de plata   | Cuádruple          |
| 1990               | Sankt Moritz (Suiza)  | Medalla de bronce  | Cuádruple          |
| 1993               | Igls (Austria)        | Medalla de plata   | Cuádruple          |
| 1995               | Winterberg (Alemania) | Medalla de plata   | Cuádruple          |
| Campeonato Europeo |                       |                    |                    |
| Año                | Lugar                 | Medalla            | Prueba             |
| 1986               | Igls (Austria)        | Medalla de bronce  | Cuádruple          |
| 1989               | Winterberg (RFA)      | Medalla de oro     | Cuádruple          |
| 1990               | Igls (Austria)        | Medalla de plata   | Cuádruple          |
| 1993               | Sankt Moritz (Suiza)  | Medalla de bronce  | Cuádruple          |
| 1995               | Altenberg (Alemania)  | Medalla de plata   | Cuádruple          |